# Isidoro Enríquez Calleja
Isidoro Enríquez Calleja (Torre de Juan Abad, Ciudad Real, 1900 - México; 21 de noviembre de 1971) fue un pedagogo, periodista y ensayista español.

## Biografía
Tuvo una infancia desgraciada en el Asilo de huérfanos de Ciudad Real. Posteriormente estudió Magisterio en Madrid y en Barcelona. Profesor de lengua y literatura española. Fue amigo de Ramón Gómez de la Serna y experto en Juan Ramón Jiménez.
Durante la Guerra Civil fue inspector de la Campaña contra el Analfabetismo y director de las revistas Magisterio Español y Escola Proletaria. En octubre de 1938 se incorporó a la guardia de Asalto (Grupo Uniformado), donde prestó servicio en la 2.ª Compañía del Parque Móvil nº 3 (Carros de Asalto) en Barcelona.
Tras la caída de Cataluña a manos franquistas se exilió en Francia, cruzando la frontera por Le Perthus el 9 de febrero de 1939. Permaneció en Perpiñán hasta el 24 de mayo, en que embarcó en el Sinaia junto con otros 1600 refugiados españoles con destino a México, y llegó a Veracruz el 13 de junio. De su colección completa de los dieciocho números publicados en mimeógrafo entre el 26 de mayo y el 12 de junio de 1939 del periódico que los republicanos emigrados editaban a bordo, el Sinaia. Diario de la primera expedición de republicanos españoles a México, se pudo hacer una edición facsímil más tarde. Colaboró en la fundación del laboratorio psicobiológico del Colegio Militar de México y fue profesor de lengua y literatura en la Escuela Nacional Preparatoria y colaborador de la revista Las Españas (1943-1963). Pío Caro Baroja, en su obra El gachupín, lo recuerda en la tertulia de El Aquelarre, de la que formaban parte Mariano Granados, José Ramón Arana, Anselmo Carretero, Francisco Rivero Gil y José de la Colina y Otaola. El que fue su alumno Vicente Guarner lo describe así:
Un hombre muy pintoresco; menudo de estatura, de pobladas cejas y recortado bigote,que hablaba un castellano seductor, de suaves tonalidades, que impregnaba sus tonalidades y sus clases de un aire muy agradable. Al dar inicio a su cotidiana lección, encendía invariablemente un cigarrillo "Delicado" que, delicadamente, a su vez, dejaba en una de las comisuras de sus labios y acto seguido apoyaba uno de los pies en la barra de las patas de una silla, abría un volumen, regularmente de la colección Austral, y principiaba a leer en voz alta. Cuando llegaba al primer punto, le daba una virtuosa e indulgente aspirada al "pitillo" y la emprendía a comentar acerca de la imagen, la frase, el juego de palabras y, sobre todo, aquello que el profesor había querido decir (Vicente Guarner, Murmullos en el ático. Ensayos y leyendas, 1996, p. 50-51)

## Obras
- Tercer curso de lengua y literatura. Esfinge, 1956.
- La literatura antifascista en la nueva escuela, Barcelona: Ediciones de la Cooperativa FETE, s. a. (¿1937?).
- Las tres celdas de Sor Juana, México, 1953; reimpreso en Toluca: Instituto Mexiquense de Cultura, 2000.